# 안니아 갈레리아 아우렐리아 파우스티나
안니아 갈레리아 아우렐리아 파우스티나 (Annia Galeria Aurelia Faustina, ? ~ ?)는 로마 황제 마르쿠스 아우렐리우스와 그의 부인 소 파우스티나 사이에서 태어난 딸이다. 형제 자매 중에는 루킬라 황후, 콤모두스 황제 등이 있다. 외조부모는 안토니누스 피우스와 대 파우스티나이고, 조부모에는 도미티아 루킬라 그리고 법무관을 지낸 마르쿠스 안니우스 베루스였다. 그녀는 로마에서 태어나고 자랐다.
파우스티나의 부모는 그녀를 그나이우스 클라우디우스 세베루스와 약혼시켰고, 그녀는 159년 이후에 그와 혼인을 했다. 그나이우스 클라우디우스 세베루스는 갈라티아 속주에 있는 폼페이오폴리스 출신의 폰토스 그리스인계 로마 원로원 의원이었다. 혼인 이후, 부부는 폼페이오폴리스에 정착했다. 파우스티나는 200년에 집정관을 지낸 티베리우스 클라우디우스 세베루스 프로쿨루스라는 아들을 낳았다.

## 참고 문헌
- https://www.livius.org/fa-fn/faustina/faustina_ii.html 보관됨 2013-05-18 - 웨이백 머신